# Otto Marrenbach

Otto Marrenbach

Otto Marrenbach (* 27. Juli 1899 in Oberbröl bei Waldbröl; † 10. August 1974 ebenda) war ein deutscher nationalsozialistischer Politiker und Funktionär. Während der Zeit des Nationalsozialismus war er zuletzt unter anderem Mitglied des nationalsozialistischen Reichstags und Geschäftsführer der Deutschen Arbeitsfront (DAF).

## Leben
Marrenbach absolvierte in den Jahren 1914 bis 1917 eine kaufmännische Lehre und arbeitete von 1921 bis 1927 bei diversen Unternehmen der Stahl- und Elektrobranche. Zusammen mit seinem Bruder Fritz Marrenbach, später auch ein ranghoher Nationalsozialist, betrieb er während dieser Zeit auch ein Elektrogeschäft in Brüchermühle.
Zum 1. Oktober 1928 trat Marrenbach der NSDAP bei (Mitgliedsnummer 100.361) und arbeitete fortan seit 1930 als Schriftleiter für Politik beim Oberbergischen Boten. Nach der „Machtergreifung“ wurde er im Juni 1933 zum Chefadjutanten des Stabsleiters der Politischen Organisation (PO) der NSDAP ernannt. 1936 wurde Marrenbach Leiter des Hauptpersonalamts der NSDAP wie auch Reichshauptamtsleiter der NSDAP. Auch in der SA nahm er als Standarten-, dann Oberführer im Jahr 1937 Leitungsfunktionen ein.
Nachdem Marrenbach am 29. März 1936 erfolglos bei der Reichstagswahl kandidiert hatte, wurde er 1938 Mitglied des Reichstags und blieb dies bis Kriegsende. Bereits 1936 war er Leiter des Hauptpersonalamts der DAF geworden, 1938 auch deren Stabsleiter, diese Positionen bekleidete er ebenfalls bis 1945. Im Anschluss an die deutsche Besatzung Norwegens war Marrenbach kurzzeitig in den Monaten April/Mai 1940 Leiter der Abteilung „Arbeit und Sozialwesen“ unter Reichskommissar Josef Terboven. Zugleich wurde er im April aus der SA entlassen und trat anschließend der Allgemeinen SS bei (SS-Nummer 353.162), in der er bei seinem Eintritt sofort zum Oberführer ernannt wurde. Marrenbach kehrte nach Berlin zurück und leitete fortan bis 1945 die dortige Dienststelle des Reichskommissars.
In den Monaten Februar bis Mai 1942 hatte Marrenbach die Position des Leiters des Hauptschulungsamts der NSDAP inne, anschließend wurde er Hauptdienstleiter der Partei. Von 1942 bis 1945 war er auch Geschäftsführer der Deutschen Arbeitsfront. In der SS stieg er zuletzt im Dezember 1942 in den Rang eines Brigadeführers auf; des Weiteren wurde er auch zum Oberbefehlsleiter der NSDAP ernannt.